# Rezolucja Rady Bezpieczeństwa ONZ nr 1743
Rezolucja Rady Bezpieczeństwa ONZ nr 1743 została uchwalona 15 lutego 2007 podczas 5631. posiedzenia Rady.
Rezolucja przedłuża mandat Misji Stabilizacyjnej ONZ na Haiti (MINUSTAH) do 15 października 2007. Zawiera także liczne i obszerne uwagi Rady na temat ostatnich wydarzeń w tym państwie.  